# Stora Svantjärnen, Gästrikland
Stora Svantjärnen är en sjö i Gävle kommun i Gästrikland och ingår i Hamrångeåns huvudavrinningsområde. Sjön har en area på 0,189 kvadratkilometer och ligger 57 meter över havet. Stora Svantjärnen ligger i Häckelsängs högmosse och Gnagmur Natura 2000-område.

## Delavrinningsområde
Stora Svantjärnen ingår i det delavrinningsområde (676569-156617) som SMHI kallar för Utloppet av Stora Svantjärnen. Medelhöjden är 60 meter över havet och ytan är 2,62 kvadratkilometer. Det finns inga avrinningsområden uppströms utan avrinningsområdet är högsta punkten. Vattendraget som avvattnar avrinningsområdet har biflödesordning 2, vilket innebär att vattnet flödar genom totalt 2 vattendrag innan det når havet efter 26 kilometer. Avrinningsområdet består mestadels av skog (39 procent) och sankmarker (53 procent). Avrinningsområdet har 0,19 kvadratkilometer vattenytor vilket ger det en sjöprocent på 7,3 procent.